# 山梨中銀ディーシーカード
山梨中銀ディーシーカード株式会社（やまなしちゅうぎんディーシーカード、YAMANASHI CHUGIN DC CARD CO.,Ltd.）は山梨中央銀行の系列会社であり、ディーシーカードのフランチャイジーである。同行の顧客基盤をもとに主に山梨県内でディーシーカードの発行、加盟店を獲得している。

## 商品
キャッシュカード一体型クレジットカード
- JiMOCA
- JiMOCA ゴールド
- JiMOCA VFK

単体型クレジットカード
- DCカード
- DCゴールドカード
- DCゴールドカードヴァン
- DCカードニューズ
- DCカードエスプリ
- DCカードエスプリニューズ
- DCドライバーズカード
- DC ETCカード

法人向けクレジットカード
- DC法人ゴールドカード
- DC法人

## 関連会社
- 山梨中央銀行
- 三菱UFJニコス